# Janez Gnjezda
Janez Gnjezda, slovenski duhovnik, * 22. september 1871, Gore nad Idrijo, † 19. november 1944, Müncheberg.

## Življenje
Mašniško posvečenje je prejel 1895 v ljubljanski škofiji. Začel je delovati kot kaplan, najprej v Spodnji Idriji, nato v Črnem Vrhu, Cerkljah ob Krki, leta 1900 pa je postal župnijski upravitelj in nato župnik na Vojskem. Leta 1909 je postal župnik v Veliki Dolini.
Po nemški okupaciji so v južnem delu Posavja Nemci začeli preseljevati Slovence. Ko so začeli preseljevati ljudi iz njegove župnije, se jim je pridružil. Po vrnitvi na Veliko Dolino in Jesenice so mu svetovali, da naj se zaradi sumničenj čimprej umakne. Vrnil se je k svojim župljanom v taborišče Rottesluh. Konec oktobra se je zgodila nesreča, ko je med prerivanjem padel po stopnicah in utrpel pretres možganov in hude telesne poškodbe. Odpeljali so ga v bolnišnico v bližnjem mestu Müncheberg. Umrl je 19. novembra, pokopali so ga v bližini drevoreda na pokopališču v Münchebergu.
Njegovo ime je napisano med imeni izgnancev na spomeniku v Veliki Dolini.